# العلاقات التشادية السلوفينية
العلاقات التشادية السلوفينية هي العلاقات الثنائية التي تجمع بين تشاد وسلوفينيا.

## مقارنة بين البلدين
هذه مقارنة عامة ومرجعية للدولتين:
| وجه المقارنة                                              | تشاد                      | سلوفينيا                                                      |
| --------------------------------------------------------- | ------------------------- | ------------------------------------------------------------- |
| المساحة (كم2)                                             | 1.28 مليون                | 20.27 ألف                                                     |
| عدد السكان (نسمة)                                         | 15.23 مليون               | 2.07 مليون                                                    |
| الكثافة السكانية (ن./كم²)                                 | 11.9                      | 102.12                                                        |
| العاصمة                                                   | انجمينا                   | ليوبليانا                                                     |
| اللغة الرسمية                                             | لغة فرنسية، اللغة العربية | اللغة السلوفينية، اللغة الإيطالية، لغة مجرية                  |
| العملة                                                    | فرنك وسط أفريقي           | يورو، تولار سلوفيني                                           |
| الناتج المحلي الإجمالي (بليون دولار)                      | 9.98 مليار                | 48.77 مليار                                                   |
| الناتج المحلي الإجمالي (تعادل القوة الشرائية) بليون دولار | 30.54 مليار               | 66.01 مليار                                                   |
| الناتج المحلي الإجمالي الاسمي للفرد دولار أمريكي          | 775                       | 20.73 ألف                                                     |
| الناتج المحلي الإجمالي للفرد دولار أمريكي                 | 2.18 ألف                  | 30.40 ألف                                                     |
| مؤشر التنمية البشرية                                      | 0.392                     | 0.880                                                         |
| رمز المكالمات الدولي                                      | +235                      | +386                                                          |
| رمز الإنترنت                                              | .td                       | .si                                                           |
| المنطقة الزمنية                                           | ت ع م+01:00               | توقيت وسط أوروبا، ت ع م+01:00، ت ع م+02:00، أوروبا/ليوبليانا ‏ |

## منظمات دولية مشتركة
يشترك البلدان في عضوية مجموعة من المنظمات الدولية، منها:
| علم المنظمة | اسم المنظمة                               | تاريخ انضمام تشاد | تاريخ انضمام سلوفينيا |
| ----------- | ----------------------------------------- | ----------------- | --------------------- |
|             | مؤسسة التنمية الدولية                     | 7 نوفمبر 1963     | 25 فبراير 1993        |
|             | يونسكو                                    | 19 ديسمبر 1960    | 27 مايو 1992          |
|             | وكالة ضمان الاستثمار متعدد الأطراف        | 11 يونيو 2002     | 19 مارس 1993          |
|             | الأمم المتحدة                             | 20 سبتمبر 1960    | 22 مايو 1992          |
|             | الاتحاد البريدي العالمي                   | ?                 | ?                     |
|             | البنك الدولي للإنشاء والتعمير             | 10 يوليو 1963     | 25 فبراير 1993        |
|             | الاتحاد الدولي للاتصالات                  | 25 نوفمبر 1960    | 16 يونيو 1992         |
|             | منظمة حظر الأسلحة الكيميائية              | ?                 | ?                     |
|             | مؤسسة التمويل الدولية                     | 2 أبريل 1998      | 25 فبراير 1993        |
|             | المركز الدولي لتسوية المنازعات الاستشارية | 14 أكتوبر 1966    | 6 أبريل 1994          |
|             | منظمة التجارة العالمية                    | ?                 | ?                     |
|             | منظمة الشرطة الجنائية الدولية             | ?                 | ?                     |

## وصلات خارجية
- موقع وزارة الخارجية السلوفينية